# Saint-Jean-Kerdaniel
Pour les articles homonymes, voir Saint-Jean et Kerdaniel.
Saint-Jean-Kerdaniel [sɛ̃ʒɑ̃kɛʁdanjɛl] est une commune du département des Côtes-d'Armor, dans la région Bretagne, en France.

## Géographie
Au carrefour du pays gallo et du pays breton, entre Saint Brieuc et Guingamp, Saint-Jean-Kerdaniel est pris en étau par le bois de Malaunay et la commune de Plouagat.
La RN 12 (Rennes-Brest) traverse le sud de la commune. On arrive au bourg depuis Plouagat par la D 65.
| Le Merzer     | Bringolo             |                       |
| Saint-Agathon | Saint-Jean-Kerdaniel | Châtelaudren-Plouagat |
| Ploumagoar    | Lanrodec             |                       |

### Hydrographie
Pour un article plus général, voir Réseau hydrographique des Côtes-d'Armor.
La commune est située dans le bassin Loire-Bretagne. Elle est drainée par le Dourmeur, le Goazel et la rivière le Traou,,.
Le Dourmeur, d'une longueur de 12 km, prend sa source dans la commune de Lanrodec et se jette  dans le Leff à Tressignaux, après avoir traversé six communes. 

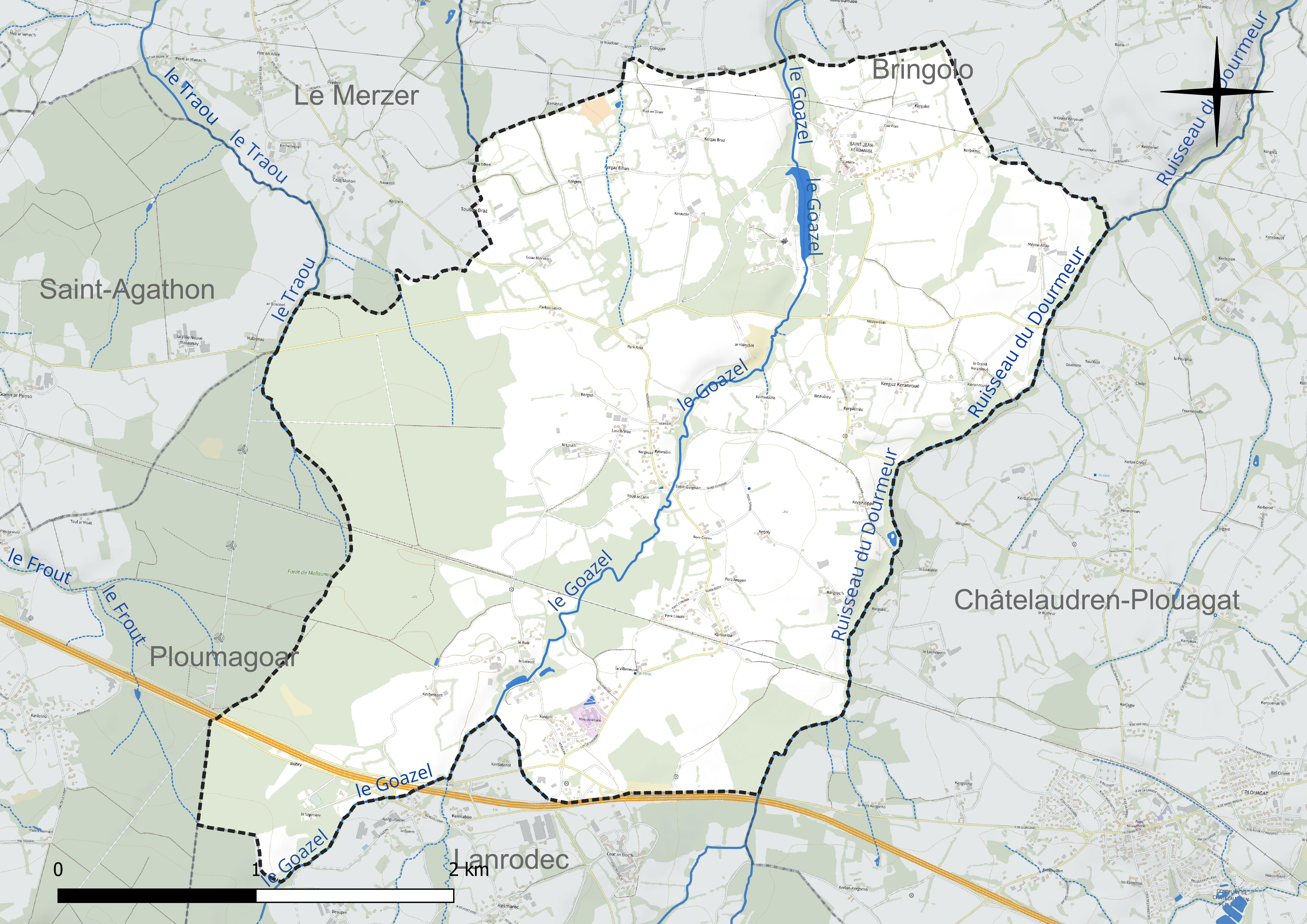
Réseau hydrographique de Saint-Jean-Kerdaniel.

Le Goazel, d'une longueur de 19 km, prend sa source dans la commune de Lanrodec et se jette  dans le Leff à Lannebert, après avoir traversé six communes. 

### Climat
Pour des articles plus généraux, voir Climat de la Bretagne et Climat des Côtes-d'Armor.
En 2010, le climat de la commune est de type climat océanique franc, selon une étude du CNRS s'appuyant sur une série de données couvrant la période 1971-2000. En 2020, Météo-France publie une typologie des climats de la France métropolitaine dans laquelle la commune est exposée à un climat océanique et est dans la région climatique  Finistère nord, caractérisée par une pluviométrie élevée, des températures douces en hiver (6 °C), fraîches en été et des vents forts. Parallèlement l'observatoire de l'environnement en Bretagne publie en 2020 un zonage climatique de la région Bretagne, s'appuyant sur des données de Météo-France de 2009. La commune est, selon ce zonage, dans la zone « Intérieur », exposée à un climat médian, à dominante océanique.  
Pour la période 1971-2000, la température annuelle moyenne est de 10,8 °C, avec une amplitude thermique annuelle de 11 °C. Le cumul annuel moyen de précipitations est de 805 mm, avec 13,2 jours de précipitations en janvier et 6,8 jours en juillet. Pour la période 1991-2020, la température moyenne annuelle observée sur la station météorologique la plus proche, située sur la commune de Lanleff à 14 km à vol d'oiseau, est de 11,7 °C et le cumul annuel moyen de précipitations est de 845,9 mm,. Pour l'avenir, les paramètres climatiques de la commune estimés pour 2050 selon différents scénarios d'émission de gaz à effet de serre sont consultables sur un site dédié publié par Météo-France en novembre 2022.

## Urbanisme

### Typologie
Au 1er janvier 2024, Saint-Jean-Kerdaniel est catégorisée commune rurale à habitat dispersé, selon la nouvelle grille communale de densité à 7 niveaux définie par l'Insee en 2022.
Elle est située hors unité urbaine et hors attraction des villes,.

### Occupation des sols
L'occupation des sols de la commune, telle qu'elle ressort de la base de données européenne d’occupation biophysique des sols Corine Land Cover (CLC), est marquée par l'importance des territoires agricoles (70,7 % en 2018), en diminution par rapport à 1990 (72,3 %). La répartition détaillée en 2018 est la suivante : 
zones agricoles hétérogènes (42,1 %), terres arables (28,6 %), forêts (25,1 %), milieux à végétation arbustive et/ou herbacée (2,5 %), zones urbanisées (1,7 %). L'évolution de l’occupation des sols de la commune et de ses infrastructures peut être observée sur les différentes représentations cartographiques du territoire : la carte de Cassini (XVIIIe siècle), la carte d'état-major (1820-1866) et les cartes ou photos aériennes de l'IGN pour la période actuelle (1950 à aujourd'hui).

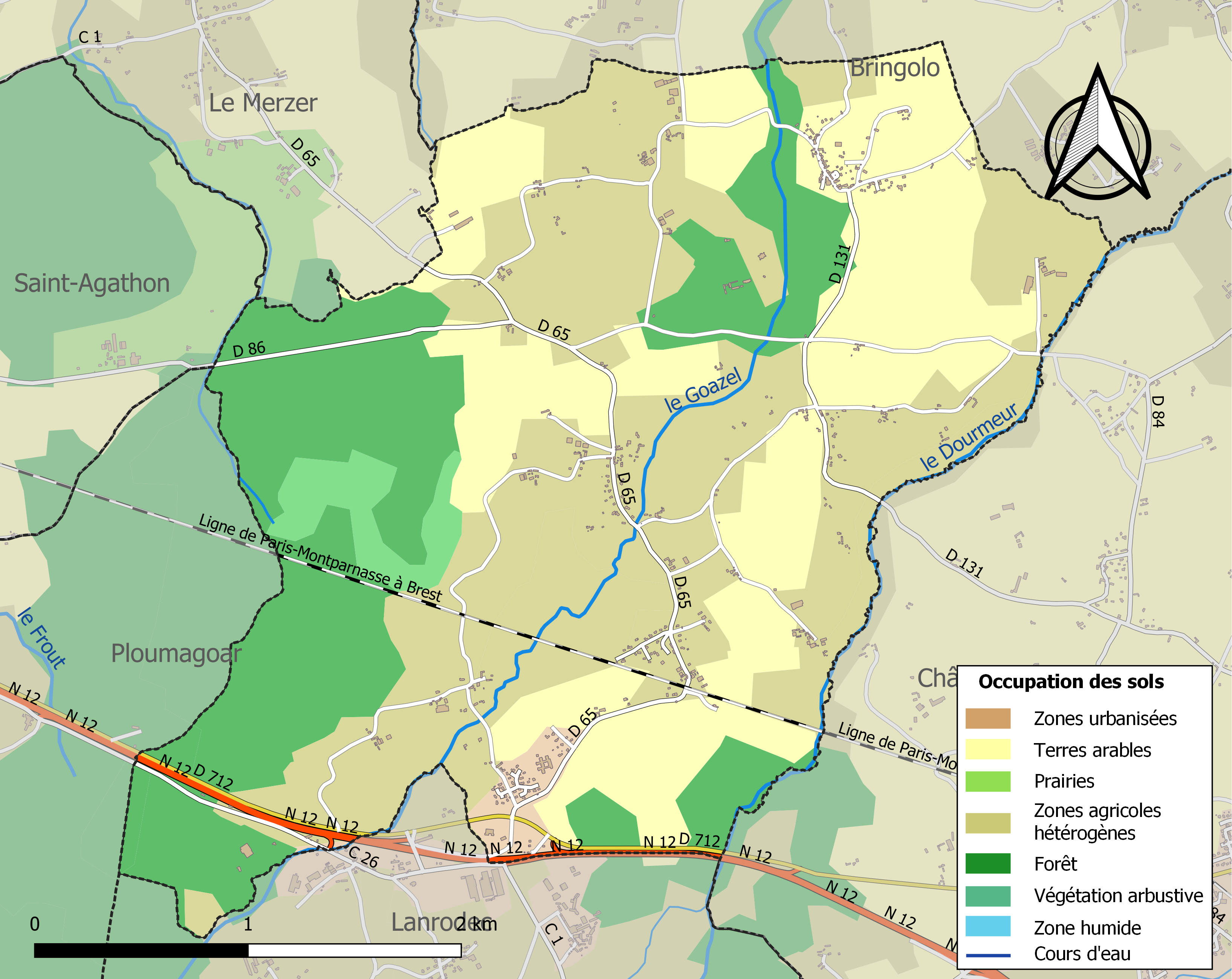
Carte des infrastructures et de l'occupation des sols de la commune en 2018 (CLC).

## Toponymie
Saint-Jean-Kerdaniel tire son origine de la chapelle Saint-Jean (dépendance du château de Kerdaniel) et de Saint-Deiniol, « Il s'agit de saint Jean Baptiste et de Daniel ».
Sant-Yann-Gerdaniel en breton.

## Histoire
- XVe siècle : construction de l'ancien château (occupé par la famille Rosmar)
- 1555 : édification de la croix de Kerfontan par l'abbé Illien (classée à l'inventaire supplémentaire des monuments historiques par arrêté du 22/02/1926)
- 1581 : construction d'une chapelle privée par la famille Rosmar
- 1600 : le château est occupé par la famille de Guébriant
- 1655 : édification de la croix du cimetière
- 1656 : la chapelle est érigée en église tréviale
- 1656 (28/10) : St Jean devient une trève de la paroisse de Plouagat-Châtelaudren
- 1790 : Saint-Jean-Kerdaniel devient une commune
- 1791 : le curé trévial Etienne-Jean Soulas prête serment
- 1794 : St Jean prend le nom de Bois-Daniel pendant 2 ans (arrêté du district de Guingamp le 28 pluviôse an II soit le 16/02/1794)
- 1816 : naissance d'Alfred Louis Budes vicomte de Guébriant
- 1823 : naissance de Laurence-Joséphine-Eléonore Marie de Durfort Civrac de Lorge
- 1838 : agrandissement de la chapelle érigée en église
- 1841 : (01/01) : Marguerite Le Coz met au monde 4 enfants (3 garçons et une fille)
- 1842 : ajout d'un chemin de croix à l'église
- 1844 (27/05) : mariage de Laurence-Joséphine-Eléonore Marie de Durfort Civrac de Lorge et d'Alfred Louis Budes vicomte de Guébriant (reposent dans la crypte sous l'église)
- 1846 : ajout des fonts baptismaux à l'église
- 1850 : construction du nouveau château
- 1857 – 1860 : restauration de la chapelle Saint-Guignan
- 1860 : construction du portail du château
- 1874 (14/04) : autorisation de destruction de l'ancienne chapelle en vue de la construction de l'église
- 1874 (27/09) : première pierre de l'église Saint-Jean-Baptiste
- 1884 (02/08) : consécration de l'église par l'ambassadeur du Vatican (nonce apostolique)
- 1890 : construction du four à pain à Kerjoly (remanié en 1940)
- 1894 : décès de Laurence-Joséphine-Eléonore Marie de Durfort Civrac de Lorge (vicomtesse de Guébriant)
- 1900 (15/04) : décès d'Alfred Louis Budes vicomte de Guébriant

### XXesiècle

#### Guerres duXXesiècle
Le monument aux morts porte les noms des 32 soldats morts pour la Patrie :
- 28 sont morts durant la Première Guerre mondiale ;
- 4 sont morts durant la Seconde Guerre mondiale.

## Politique et administration
| Période                                  | Période  | Identité                        | Étiquette   | Qualité                                                            |
| ---------------------------------------- | -------- | ------------------------------- | ----------- | ------------------------------------------------------------------ |
| 1790                                     | 1792     | Louis Le Page                   |             |                                                                    |
| 1792                                     | 1795     | Tugdual Le Creuer               |             |                                                                    |
| 1800                                     | 1800     | Raoul Le Coqu                   |             |                                                                    |
| 1800                                     | 1811     | Yves Jégo                       |             |                                                                    |
| 1812                                     | 1816     | Jean-Marie Le Creuer            |             |                                                                    |
| 1828                                     | 1828     | Jean-Louis Le Belleguy          |             |                                                                    |
| 1831                                     | 1837     | Yves Taton                      |             |                                                                    |
| 1848                                     | 1874     | Gilles Le Coqu                  |             |                                                                    |
| 1874                                     | 1899     | Alfred Louis Budes de Guébriant | Légitimiste | Propriétaire, Conseiller général du canton de Plouagat (1871-1892) |
| 1899                                     | 1908     | Jacques Coassin                 |             |                                                                    |
| 1908                                     | 1912     | Yves-Marie Boisard              |             |                                                                    |
| 1919                                     | 1965     | Alfred Budes de Guébriant       |             |                                                                    |
| 1965                                     | 1971     | Jean-Baptiste Jégo              |             |                                                                    |
| 1971                                     | 1989     | Eugène Le Goff                  |             |                                                                    |
| mars 2001                                | 2008     | Louis Le Chevanton              |             |                                                                    |
| mars 2008                                | En cours | Jean-Baptiste Le Verre          | DVD         | Attaché territorial                                                |
| Les données manquantes sont à compléter. |          |                                 |             |                                                                    |

## Démographie
L'évolution du nombre d'habitants est connue à travers les recensements de la population effectués dans la commune depuis 1793. Pour les communes de moins de 10 000 habitants, une enquête de recensement portant sur toute la population est réalisée tous les cinq ans, les populations de référence des années intermédiaires étant quant à elles estimées par interpolation ou extrapolation. Pour la commune, le premier recensement exhaustif entrant dans le cadre du nouveau dispositif a été réalisé en 2006.

En 2022, la commune comptait 691 habitants, en évolution de +9,51 % par rapport à 2016 (Côtes-d'Armor : +1,78 %, France hors Mayotte : +2,11 %).
| 1793 | 1800 | 1806 | 1821 | 1831 | 1836 | 1841 | 1846 | 1851 |
| ---- | ---- | ---- | ---- | ---- | ---- | ---- | ---- | ---- |
| 450  | 494  | 645  | 634  | 755  | 731  | 720  | 476  | 794  |

| 1856 | 1861 | 1866 | 1872 | 1876 | 1881 | 1886 | 1891 | 1896 |
| ---- | ---- | ---- | ---- | ---- | ---- | ---- | ---- | ---- |
| 776  | 828  | 831  | 809  | 800  | 775  | 745  | 708  | 750  |

| 1901 | 1906 | 1911 | 1921 | 1926 | 1931 | 1936 | 1946 | 1954 |
| ---- | ---- | ---- | ---- | ---- | ---- | ---- | ---- | ---- |
| 702  | 671  | 615  | 507  | 494  | 510  | 462  | 429  | 383  |

| 1962 | 1968 | 1975 | 1982 | 1990 | 1999 | 2006 | 2011 | 2016 |
| ---- | ---- | ---- | ---- | ---- | ---- | ---- | ---- | ---- |
| 410  | 379  | 303  | 289  | 373  | 461  | 524  | 586  | 631  |

| 2021 | 2022 | - | - | - | - | - | - | - |
| ---- | ---- | - | - | - | - | - | - | - |
| 680  | 691  | - | - | - | - | - | - | - |

## Lieux et monuments
- Le Château de Kerdaniel (1850)

Le Château de Kerdaniel, siège d’une seigneurie relevant du comte de Goëlo est occupé au XVe siècle par les Rosmar. En 1600 la famille Guébriant succède aux Rosmar et voit la construction d’un nouveau château lui-même remplacé par l’édifice actuel, entouré d’un parc de 50 hectares et ceint d’un mur de 2 km. En septembre 1989, la famille Merode, actuelle propriétaire, succède à la famille Guébriant. Ce château est toujours une propriété privée et non accessible au public.
- Portail du château (vers 1860)

A l’entrée du bourg on remarque ce portail  à l’aspect crénelé et »château fort » qui n’est en fait qu’un élément ornemental où le blason des Guébriant trône en son milieu.
- l'église Saint-Jean-Baptiste (1874 – 1884)

C’est en 1581 que la famille de Rosmar alors propriétaire du château fit construire une chapelle privée qui fut cédée en 1656 à la commune, ainsi qu’un terrain pour le futur cimetière. La famille de Guébriant fait agrandir la chapelle en 1838 et érige un clocher. Un Chemin de Croix est ajouté en 1842 et des fonts baptismaux de marbre blanc en 1846. Malgré toutes ces reconstructions, la vieille église menace de s’effondrer et en 1874 on décide d’en reconstruire une nouvelle que le nonce apostolique ambassadeur du Vatican viendra consacrer le 2 août 1884. À la suite de nouvelles rénovations, et après quelques années de fermeture au public, l’église Saint Jean Baptiste a pu retrouver ses fidèles fin 2007.
- Gisant des Rosmar (XVe siècle)

Lors de la reconstruction de l’église en 1874 on découvre sous le dallage de l’ancienne église une pierre tombale sculptée en haut relief représentant le seigneur Guy de Rosmar en armure de chevalier, son écusson sur la poitrine et sa femme Jeanne Lenoir, dame de Bringolo en longue robe. Cette pierre est aujourd’hui posée sur un soubassement rectangulaire et on peut y lire, gravé tout autour, une inpas_de_pas_de_pas_de_pas_de_scription identifiant les personnages.
- la chapelle Saint-Guignan (XVe – XIXe siècles)

Cette chapelle doit certainement son nom à Saint Nimian, moine irlandais du IVe siècle. Vers 1860, des rénovations importantes sont apportées : réfection du clocheton en 1857, nouvelle cloche en 1860, pose d’un lambris et d’une balustrade en 1861.
Autrefois deux pardons étaient célébrés à la chapelle : Saint Eloi le 24 juin et Saint Guignan le premier weekend de mai. Seul ce dernier est encore aujourd’hui célébré à la chapelle.
- la croix de Kerfontan, classée au titre des monuments historiques par arrêté du 22 février 1926[26].
- la fontaine Saint-Guignan et son bassin (après le XVe siècle)

Lors du pardon de Saint Eloi, protecteur des chevaux le 24 juin, tous les chevaux étaient rassemblés à Saint Guignan et baignés dans le bassin recevant l’eau de la fontaine. IL s’agissait d’une sorte de bénédiction, le jour de la Saint Jean Baptiste, saint auquel est dédiée l’église paroissiale.

## Personnalités liées à la commune
- Thierry Le Pennec, poète français résidant à Saint-Jean-Kerdaniel.